# Дауэрти
Остров Дауэрти (англ. Dougherty Island) — остров-призрак в южной части Тихого океана (или в Тихоокеанском секторе Южного океана). Открыт в 1841 году. Последнее сообщение об острове датировано 1886 годом. Позже остров обнаружен не был.

## История открытия
- Остров назван капитаном Дауэрти (Dougherty) на «Джеймсе Стюарте» (James Stewart), английским китобоем, который в 1841 г. сообщил о его открытии под 59°20′ ю. ш. 120°20′ з. д.HGЯO. Согласно сообщению, Дауэрти остров был 5-6 миль длиной с высоким обрывом на северо-востоке, за которым располагалась низина, покрытая снегом. Открытие Дауэрти было подтверждено
- капитаном Китсом (Keates) на «Луизе» (Louise) из Бристоля в 1860 г., определившего его координаты как 59°20′ ю. ш. 120°18′ з. д.HGЯO (по другим данным — 59°21′ ю. ш. 119°07′ з. д.HGЯO) и детально описавшего остров, вплоть до упоминания об айсберге, приставшем к его северо-западному берегу,
- и капитаном Уильямом Стеннардом (Stannard) на «Сингалезе» (Cingalese) в 1886 г., определившего координаты острова как 59°21′ ю. ш. 119°07′ з. д.HGЯO(по другим данным — 59°20′ ю. ш. 120°18′ з. д.HGЯO)[2], и видевшего по соседству с островом много тюленей.

Однако тщательное исследование области, предпринятые в конце XIX (начиная с 1889 г.) и начале XX веков оказались безрезультатными:
- Капитан Гринстрит между 1894 и 1910 гг. предпринял пять безуспешных попыток отыскать остров.
- Капитан Р. Ф. Скотт делал промеры в том районе, где должен был находиться остров, которые показали глубину около трёх миль.
- Эрнест Шеклтон в 1909 г. на «Нимроде» обследовал этот район и ничего не нашёл.
- Исследовательское судно «Карнеги» в 1915 г., проходившее в районе предполагаемого расположения острова, также его не обнаружило.

Неизвестно, существовал ли в действительности этот остров. Возможно, остров затонул. Но наиболее вероятное объяснение заключается в том, что Дауэрти, Китс и Стеннард были обмануты атмосферными явлениями (скоплением тумана), оптическими иллюзиями или несколькими огромными айсбергами — во всяком случае, никто из них не утверждал, что высаживался на остров. Также существует гипотеза, что за остров ошибочно принимали другой остров-призрак — остров Свейна.

## Остров на карте
Остров Дауэрти попал на многие географические карты, включая морские карты британского Адмиралтейства (см. также: Немецкая карта 1906 г., показывающая о. Дауэрти; на карте «Полярные страны Южного полушария» в Энциклопедическом словаре Брокгаузе он отмечен как «о. Дугерти или Китес»), и отмечался, по крайней мере, ещё в 1939 г.